# Anthony Lake

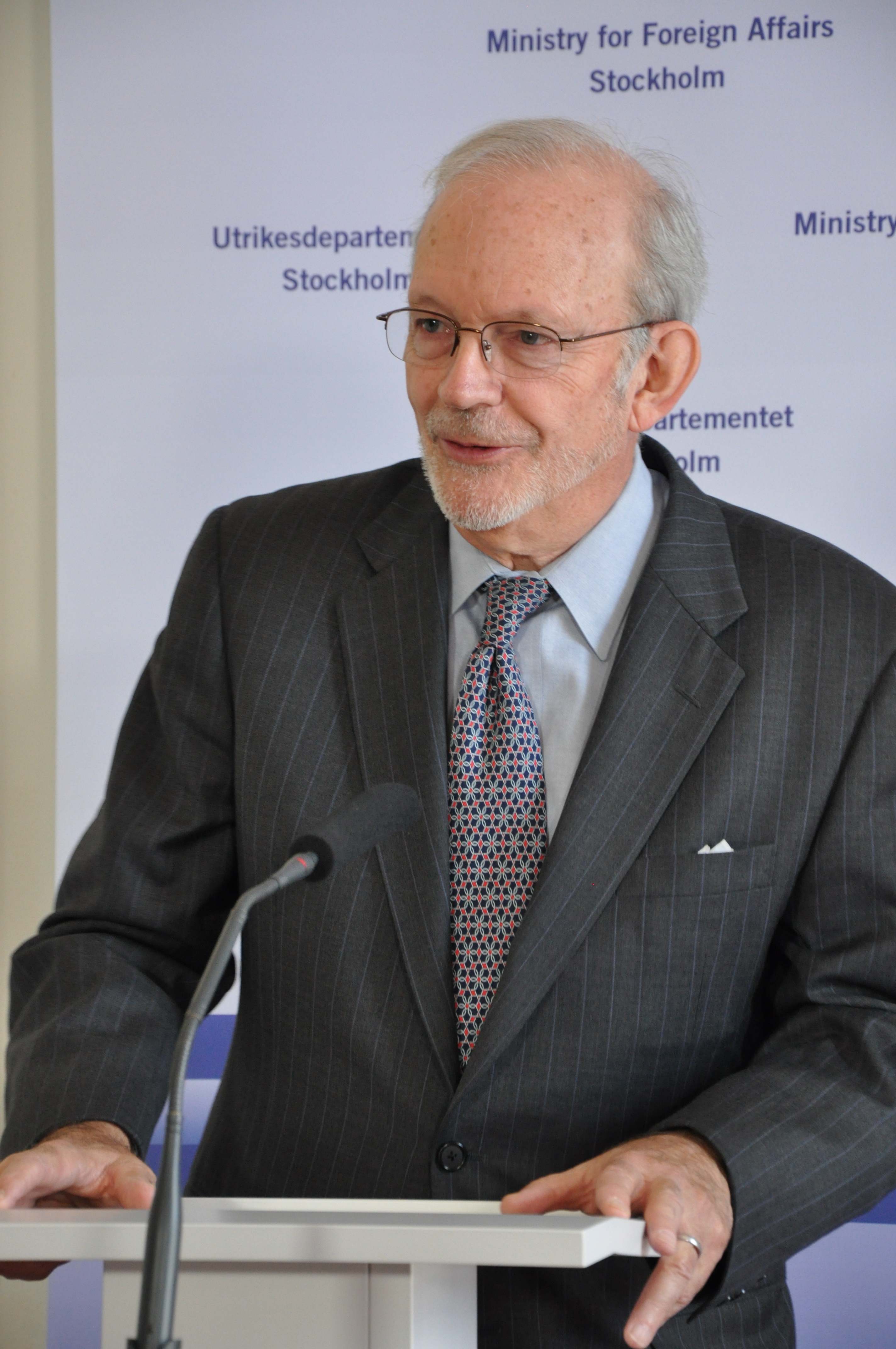
Anthony Lake (2010)

W. Anthony Lake (* 2. April 1939 in New York City) ist ein ehemaliger US-amerikanischer Politikwissenschaftler, Hochschullehrer und Diplomat, der auch Nationaler Sicherheitsberater der USA war und von 2010 bis Ende 2017 als Direktor der UNICEF amtierte.

## Leben
Nach dem Schulbesuch studierte Lake an der Harvard University, schloss dieses Studium 1961 mit einem Bachelor of Arts (B.A.) ab und absolvierte danach ein weiteres Studium am Trinity College der University of Cambridge. Nach einer Ausbildung an der American Academy of Diplomacy trat er in den diplomatischen Dienst ein und war unter anderem von 1969 bis 1970 Mitarbeiter von Henry Kissinger, dem damaligen Nationalen Sicherheitsberater.
1974 erwarb er einen Philosophiae Doctor (Ph.D.) an der Princeton University und war dann zunächst Professor am Amherst College in Massachusetts sowie im Anschluss während der Präsidentschaft von Jimmy Carter zwischen 1977 und 1981 Director of Policy Planning im Außenministerium. Danach lehrte Lake von 1981 bis 1992 als Professor am ebenfalls in Massachusetts ansässigen Mount Holyoke College.
Nach der Wahl von Bill Clinton wurde er schließlich im Januar 1993 dessen Nationaler Sicherheitsberater und behielt dieses Amt während der ersten Amtszeit Clintons bis März 1997. Einer seiner Assistenten war seit 1994 Neal S. Wolin, der 2009 stellvertretender US-Finanzminister wurde. Im Januar 1997 wurde er von Clinton als Nachfolger von John M. Deutch für das Amt des Direktors der Central Intelligence Agency (CIA) nominiert. Allerdings verzichtete er auf diese Berufung noch vor dem Abschluss des Bestätigungsverfahrens durch den US-Senat. Grund seines Rücktritts war, dass der US-Kongress ihn wegen verheimlichter Waffengeschäfte heftig kritisiert hatte.
Nach seinem Ausscheiden aus dem Regierungsdienst wurde er 1997 Professor an der Georgetown University. Lake engagierte sich darüber hinaus in zahlreichen außen- und sicherheitspolitischen Organisationen und war nicht nur Mitglied der Beratungsgremien von America Abroad und der Partnership for a Secure America, sondern auch für den Council on Foreign Relations und die Forschungseinrichtung Freedom House tätig. Zwischen 2007 und 2008 war er wiederum außenpolitischer Berater des US-Präsidenten Barack Obama. Trotz dieser Tätigkeit übernahm er jedoch keine Aufgabe im Kabinett Obamas, obwohl er erneut als möglicher CIA-Direktor genannt wurde.
Er gehörte auch zu den Unterzeichnern von Global Zero, einer im Dezember 2008 gestarteten Initiative, welche eine vollständige nukleare Abrüstung weltweit zum Ziel hat.
Am 30. April 2010 wurde Lake als Nachfolger von Ann Veneman Direktor des Kinderhilfswerkes der Vereinten Nationen und übergab diese Funktion zum 1. Januar 2018 an Henrietta H. Fore. 2018 wurde ihm der große Orden der Aufgehenden Sonne am Band verliehen.

## Veröffentlichungen
- The „Tar Baby“ Option. American Policy Toward Southern Rhodesia. Columbia University Press, New York NY 1976, ISBN 0-231-04066-0.
- Somoza Falling. The Nicaraguan Dilemma. A Portrait of Washington at Work. Houghton Mifflin, Boston MA 1989, ISBN 0-395-41983-2.